# Microgaster blanchardi
Microgaster blanchardi är en stekelart som beskrevs av Muesebeck 1958. Microgaster blanchardi ingår i släktet Microgaster och familjen bracksteklar. Inga underarter finns listade i Catalogue of Life.